# Dęby Wilczkowskie
Rezerwat przyrody „Dęby Wilczkowskie” – florystyczny rezerwat przyrody w województwie zachodniopomorskim, w powiecie szczecineckim, w gminie Szczecinek, 0,4 km na południe od jeziora Wilczkowo, 1 km na południowy zachód od Świątków (część miasta Szczecinek). Położony jest na terenie Obszaru Chronionego Krajobrazu Pojezierze Drawskie.
Rezerwat został utworzony na mocy zarządzenia Ministra Leśnictwa i Przemysłu Drzewnego z dnia 12 lipca 1974, na powierzchni 1,62 ha. Na mocy Rozporządzenia Nr 10/2004 Wojewody Zachodniopomorskiego z dnia 5 maja 2004 powiększono go do 3,09 ha. Obecnie podawana wielkość rezerwatu to 3,15 ha.
Celem ochrony rezerwatu, według obowiązującego aktu prawnego, jest „zachowanie fragmentu lasu liściastego ze stanowiskiem rzadkiej rośliny, złoci pochwolistnej Gagea spathacea”.
Przedmiotem ochrony jest starodrzew dębowy z kwaśną buczyną niżową (Luzulo pilosae-Fagetum) i grądem subatlantyckim (Stellario holosteae-Carpinetum betuli) z cennymi stanowiskami roślin chronionych i zagrożonych wyginięciem, przede wszystkim ze złocią pochwolistną oraz złocią małą, śnieżycą wiosenną, przytulią wonną, łuskiewnikiem różowym. Przy wschodniej granicy rezerwatu pomnik przyrody – lipa drobnolistna o wysokości 31 m i pierśnicy 151 cm.
Rezerwat znajduje się na terenie Nadleśnictwa Szczecinek (obręb leśny Szczecinek, leśnictwo Janowo). Nadzór nad rezerwatem sprawuje Regionalny Konserwator Przyrody w Szczecinie. Na mocy planu ochrony ustanowionego w 2007 roku (z późniejszymi zmianami), obszar rezerwatu objęty jest ochroną czynną.

## Turystyka
W Świątkach rozpoczyna się i kończy ścieżka przyrodnicza Las Klasztorny (długość 3,9 km).
Południową granicą rezerwatu prowadzą znakowane szlaki rowerowe:
- Dolina Parsęty (długość 51,1 km)
- Zaczarowane Pejzaże (długość 51,7 km)
- Nizica (długość 42,2 km)

Wszystkie szlaki rowerowe są okrężne, zaczynają się i kończą w Szczecinku.
W pobliżu ruiny schronów Wału Pomorskiego.